# استفان انشو
استفان انشو (فرانسوی: Stéphane Henchoz‎؛ زادهٔ ۷ سپتامبر ۱۹۷۴) بازیکن سابق و مربی فوتبال اهل سوئیس است.
از باشگاه‌هایی که در آن بازی کرده‌است می‌توان به باشگاه فوتبال لیورپول، باشگاه فوتبال ویگان اتلتیک، باشگاه فوتبال بلکبرن روورز، باشگاه فوتبال هامبورگ، و باشگاه فوتبال سلتیک اشاره کرد.
وی همچنین در تیم ملی فوتبال سوئیس بازی کرده‌است.